# Zoogeografia

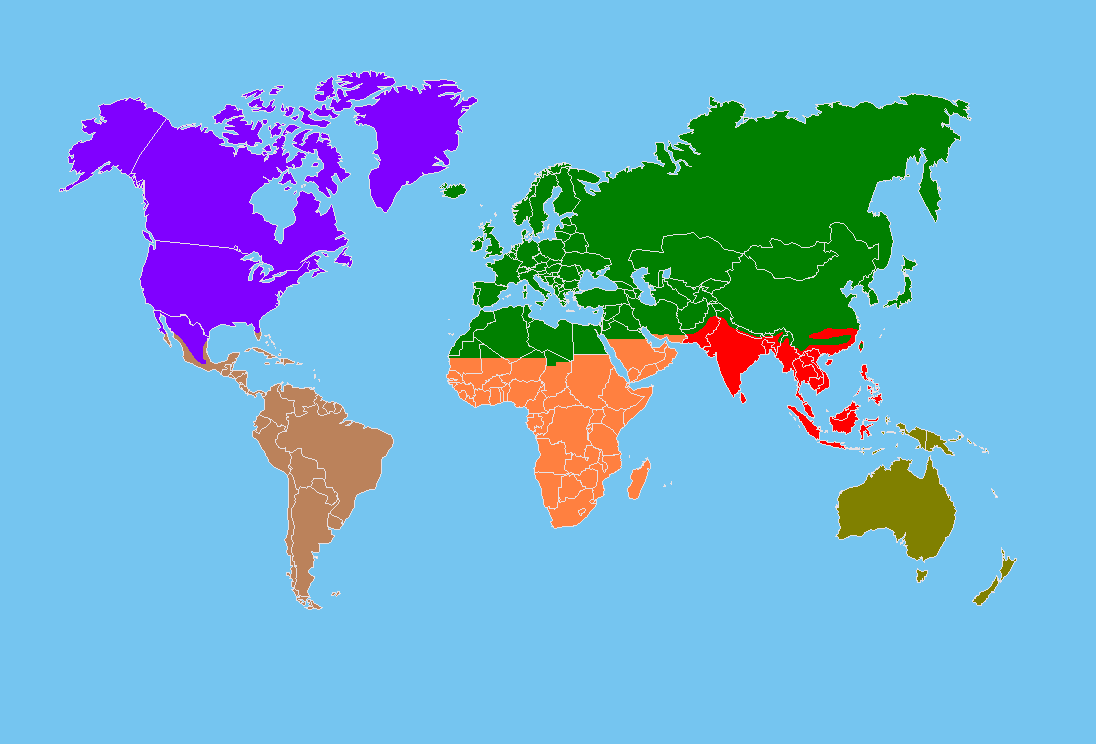
As grandes regiões biogeográficas
Castanho: neotropical;
Azul: neoártica;
Verde vivo: paleártica;
Laranja: afro-tropical;
Vermelho: indo-malaia;
Verde seco: australiana;
(A Antártida não é mostrada)

Zoogeografia é o ramo da biogeografia que estuda a distribuição distribuição geográfica das espécies animais. Além de mapear a distribuição atual das espécies, os zoogeógrafos formulam teorias para explicar essa distribuição, baseados em informações sobre geografia, fisiografia, clima, e história geológica, assim como o conhecimento da história evolutiva dos animais e as relações entre eles.
Um dos pioneiros dos estudos zoogeográficos foi Alfred Russel Wallace, que em 1860 tratou da distribuição dos animais na Malásia e na Austrália, em estudo que deu origem à obra "The Geographical Distribution of Animals" (1875; "A distribuição geográfica dos animais"), depois complementada em "Island Life" (1880; "Vida das ilhas"). A divisão do globo em regiões faunísticas proposta por Wallace, com pequenas alterações e ampliações, ainda é aceita na atualidade.
Importância da zoogeografia. O interesse dos estudos zoogeográficos dependem em grande parte da influência indireta que os animais exercem sobre as atividades humanas. Assim, por exemplo, o conhecimento das áreas de caça serve não só para a obtenção de alimentos, como para o aproveitamento comercial das peles, e o conhecimento da distribuição da fauna da plataforma continental, para fins de pesca.
No rol dos prejuízos que os animais acarretam à vida humana, incluem-se as doenças transmitidas principalmente por insetos -- doença do sono, febre amarela, malária, dengue -- e a perda de lavouras que sofrem o ataque de pragas como os gafanhotos. A ação humana também tem sido destrutiva em muitos casos, produzindo não só migrações em massa, mas também a quase extinção de algumas espécies. É o caso da ararinha-azul e do Mico-leão-dourado, por exemplo. Para preservar algumas espécies raras, mantendo-as em seu ambiente normal, têm sido criados, em vários países, parques nacionais e reservas.

## Distribuições disjuntas

### Distribuição por dispersão
A capacidade de dispersão por grandes distâncias varia muito de grupo para grupo. Protozoários enquistados, tardígrados, rotíferos, esporos de fungos e muitos outros organismos pequenos são capazes de suportar condições adversas e podem ser levados a grandes distâncias pelo vento ou pela água. Por esta razão, muitas dessas formas apresentam ampla distribuição.

### Distribuição por vicariância
Divisão de população ancestral amplamente distribuída que deu origem a novas espécies devido ao processo das placas tectônicas (deriva continental)

## Teoria da deriva continental

Formação dos continentes desde a Pangeia até hoje.

A ideia da deriva continental foi proposta pela primeira vez por Alfred Wegener em 1912. Em 1915 publicou o livro "A origem dos Continentes e dos Oceanos", onde propôs a teoria, com base nas formas dos continentes de cada lado do Oceano Atlântico, que pareciam se encaixar.
Alfred Lothar Wegener apresentou esta teoria utilizando aspetos morfológicos, paleoclimáticos, paleontológicos e litológicos.
Com relação às rochas, haveria coincidência das estruturas geológicas nos locais dos possíveis encaixes entre os continentes, tais como a presença de formações geológicas de clima frio nos locais onde hoje imperam climas tropicais ou semi-tropicais. Estas formações, que apresentam muitas similaridades, foram encontradas em localizações como a América do Sul, África e Índia.
As evidências fósseis também são bastante fortes, tanto vegetais como animais. A flora Glossopteris aparece em quase todas as regiões do hemisfério sul, América do Sul, África, Índia, Japão, Austrália e Antártida. Um réptil terrestre extinto do Triássico, o Cinognatus, aparece na América do Sul e na África e o Lystrosaurus, existe na África, Índia e Antártica. O mesmo acontece com outros répteis de água doce que, evidentemente, não poderiam ter nadado entre os continentes. Se estes fósseis existem em vários continentes distintos que hoje estão separados por milhares de quilômetros de oceano, os continentes deveriam estar unidos, pelo menos durante o período Triássico. A hipótese alternativa para estas evidências seria uma hipotética ligação entre os continentes (pontes de terra como a Beríngia) que atualmente estaria submersas.

## Regiões faunísticas

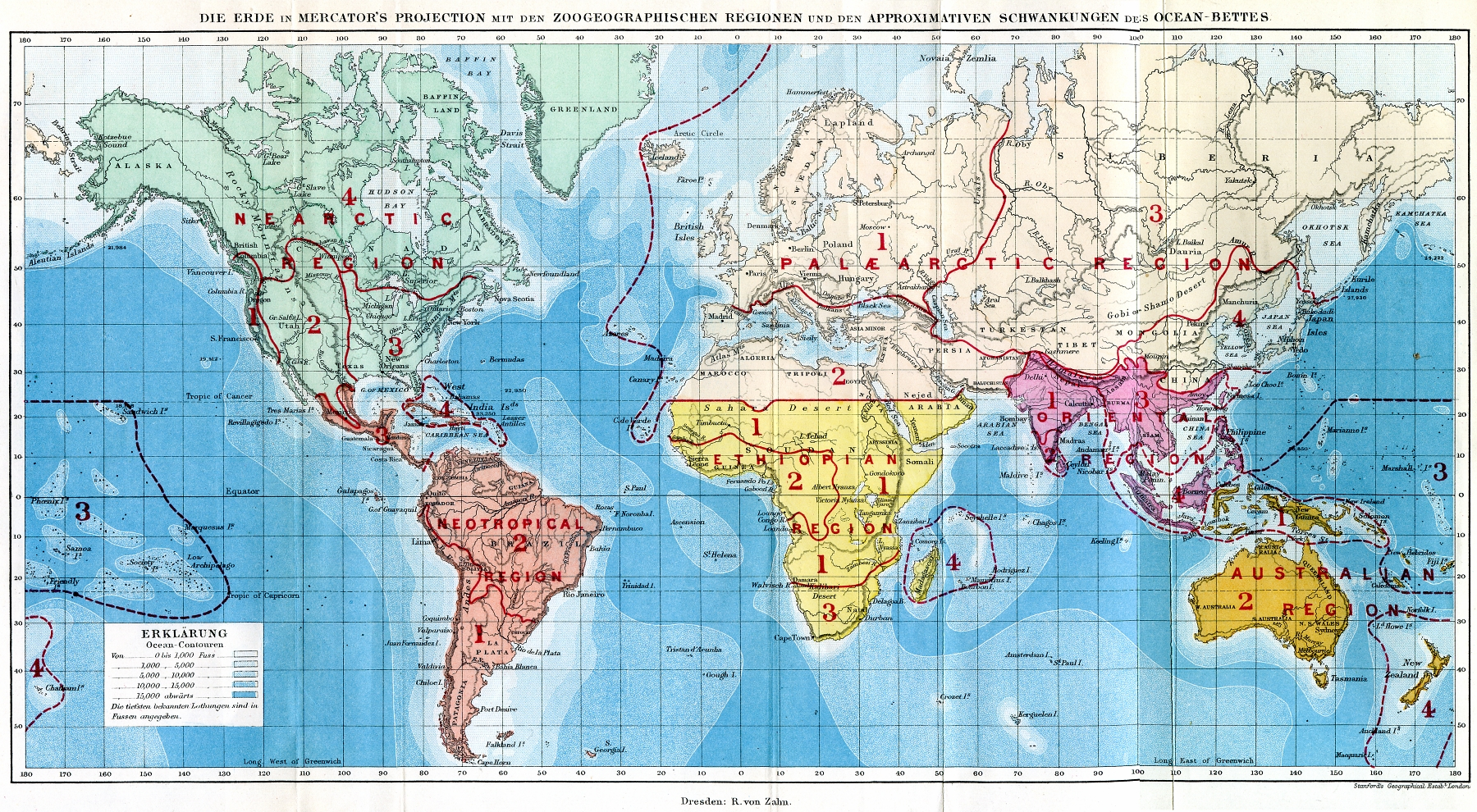
Regiões zoogeográficas segundo Wallace (1876)

O povoamento zoológico das diversas regiões do planeta coincide com alguns dos principais tipos de vegetação conhecidos. Estes, por sua vez, têm suas características determinadas, em grande parte por fatores de ordem climática. Existem seis ou sete regiões faunísticas definidas pelos zoogeógrafos. A maioria delas coincide com uma massa continental separada de outras regiões por oceanos, cadeias de montanhas ou desertos. Denominam-se paleoártica (Europa, norte da África e norte da Ásia); etíope (África subsaariana); oriental; australiana; neoártica (América do Norte e Groenlândia); neotropical (América do Sul, América Central e México central) e antártica.
As regiões paleoártica e neoártica são muitas vezes combinadas numa só, chamada holártica. Alguns autores consideram as regiões neotropical, australiana e antártica tão específicas que as elevam à condição de unidades maiores, denominadas reinos, hierarquicamente equivalentes à combinação das outras. Os reinos seriam então neogeia (neotropical), notogeia (australiana), metageia (holártica, oriental e etíope) e antártica.

## Influência do meio
Entre os fatores externos que atuam sobre os animais, um dos mais importantes é a temperatura. Conforme a capacidade de resistência às variações, os animais podem ser classificados em dois grupos: os estenotermos, muito sensíveis (por exemplo, peixes e alguns insetos, que morrem em decorrência da mudança brusca de temperatura), e os euritermos, que suportam grandes oscilações.
Peixes e muitos anfíbios são classificados ainda como animais de sangue frio (poiquilotermos), pois sua temperatura varia de acordo com a do meio ambiente. Animais de sangue quente (homeotermos) são os que mantêm inalterada a temperatura do corpo. Nestes, portanto, é que mais se revela a capacidade de adaptação. Assim, para manter constante a temperatura nas áreas muito frias, observa-se o grande espessamento do panículo adiposo dos mamíferos, o aumento da plumagem de muitas aves e o adensamento dos pelos de vários outros animais. Nas áreas de calor intenso, recorrem muitas vezes à estivação, modo de vida comparável à hibernação, característica das áreas muito frias.
A (h)umidade, a luz e diversos outros fatores, que tão grande influência exercem sobre as plantas, pouco atuam sobre os animais, a não ser de forma indireta, por intermédio da vegetação. Para os animais aquáticos, além da temperatura, o grau de salinidade da água é também de grande importância.
Muito mais do que os fatores do clima, o problema da alimentação é o que melhor ilustra a influência do meio na vida animal. Para atender a essa necessidade vital, os animais fazem uso da locomoção, o que pode alterar de tempos em tempos a distribuição das grandes áreas zoogeográficas, de acordo com a oferta de alimento. Há animais que migram periodicamente, segundo as condições climáticas e, consequentemente, segundo a oferta de alimento.
Esses movimentos sistemáticos, sobretudo os de muitas aves, já constituíram objeto de pesquisas que visam a determinar o domínio característico de cada espécie, a distância que percorre, a rota que segue, condições que determinam a migração etc. Algumas migrações obedecem a outros fatores, como é o caso do salmão, que na época da reprodução deixa o mar para subir os rios, trocando assim as águas salgadas pelas doces. Além dessas migrações periódicas, os animais podem empreender migrações em massa e definitivas quando há modificações ambientais profundas, como ocorre por força da intervenção humana.

## Interação com o meio
Para a compreensão da distribuição geográfica dos animais, é esclarecedor o estudo da paisagem. Assim, nas florestas equatoriais-tropicais, à semelhança do que se verifica com a vegetação, encontra-se grande variedade de espécies animais. As sinúsias (estratos de vegetação no interior da mata identificados por apresentarem espécies características) proporcionam diferentes ambientes para os animais.
Distinguem-se dois grupos: um arborícola, que vive quase permanentemente sobre os galhos, e outro terrícola, que se locomove no solo. Como exemplos de perfeita adaptação à vida arborícola tem-se a cauda desenvolvida dos macacos; as grandes garras das preguiças e das aves trepadoras; o aparecimento de membranas, que por ocasião do salto sustentam o animal no ar; a acurada audição e a fraca acuidade visual. São muito numerosos os pássaros, sobretudo os frugívoros, de voo curto e pesado, e principalmente os insetos, que se multiplicam favorecidos pelo calor e a (h)umidade. Serpentes arborícolas ocorrem também em número elevado.
Em virtude da existência de grandes rios, a fauna aquática é bastante rica, especialmente em jacarés, peixes, tartarugas etc. Em contraposição, é mais pobre a fauna terrícola, principalmente quanto aos animais de grande porte. Há poucos herbívoros, por exemplo, pois a falta de iluminação nas sinúsias mais baixas não favorece o crescimento de plantas forrageiras.
Observa-se que os animais que vivem no solo têm corpo cuneiforme e muito robusto, como as antas e os porcos-do-mato; ou muita agilidade para trepar em árvores, caso da onça. Nas florestas abertas, em que a locomoção é mais fácil, aumenta a fauna terrícola e reduz-se a arborícola. Nas florestas de tipo mediterrâneo, por exemplo, a vida animal é das mais pobres: reduz-se praticamente à hiena e ao chacal, pois à caducidade periódica das árvores alia-se a acentuada secura no verão.
Quanto às florestas mistas de latitudes médias, a inexistência de cipós e epífitas, bem como a perda periódica das folhas de muitas árvores, permitem também fácil circulação. Nelas predominam ursos, lobos, cervos, algumas raposas, javalis e vários pássaros. Nas florestas de coníferas, circulam animais de espesso revestimento piloso, como arminho, marta, visom, raposa, castor e outros.
Nas áreas onde predominam as formações herbáceas (pradarias e estepes), a circulação é extremamente fácil, mas ao mesmo tempo perigosa, pois o animal torna-se presa facilmente visível. Esse é o habitat por excelência dos ruminantes, herbívoros e roedores. Aí se acham também animais dotados de grande agilidade, velocidade e capacidade mimética. Muitos vivem em grandes comunidades, o que contrasta com o isolamento dos animais da floresta.
Entre eles, destacam-se gazelas, bisões, cavalos selvagens, lebres, Emas, avestruzes e muitos outros. A grande possibilidade de caça atrai animais carnívoros, como o lobo e a raposa, ou aves de rapina, como gaviões e falcões. Nas estepes do Turquestão oriental vivem os camelos. É muito frequente nessas áreas de vegetação herbácea a vida animal de hábitos noturnos. Nas regiões de pradarias áridas (tundra), merecem destaque as renas, bois almiscareiros, caribus, lobos, raposas brancas e animais de alguma forma ligados ao oceano, como ursos brancos e focas.
Na paisagem vegetal da savana, predominam os grandes herbívoros. Graças à facilidade de circulação, encontram-se também grandes corredores, como zebras e antílopes. Nas savanas africanas são mais frequentes os animais de porte avantajado, como elefantes, girafas, rinocerontes, búfalos, hipopótamos e grandes carnívoros; no cerrado do continente americano, a fauna é bem mais pobre e de pequeno porte: veados, raposas, guarás e tatus. Nas australianas, destaca-se o canguru.
Nas áreas desérticas, a fauna, como a vegetação, é extremamente pobre: nas regiões mais quentes, há alguns roedores e répteis, que em geral passam a maior parte do dia em cavidades subterrâneas; nos desertos frios das regiões polares, encontram-se pinguins, focas e morsas. As regiões de elevada altitude, por suas condições especiais, constituem refúgio de várias espécies, como a lhama, a alpaca e a vicunha (Andes); o urso (montanhas Rochosas e Tibete); o iaque (Tibete); as cabras selvagens (Alpes, Cáucaso); e outras.